# Redakcja tekstu
Redakcja tekstu – merytoryczne i stylistyczne opracowanie tekstu. Jest przygotowaniem językowym materiału do publikacji. Główną czynnością jest poprawienie całej budowy przyszłej publikacji poprzez nanoszenie poprawek między innymi gramatycznych, leksykalnych, stylistycznych, składniowych, logicznych czy też merytorycznych. Celem redakcji tekstu jest poprawa jakości przekazywanych informacji, co ma umożliwić dokładniejsze zrozumienie i przyswojenie tekstu przez odbiorcę.
Redakcji tekstu nie należy mylić z korektą tekstu, której celem jest tylko oznaczenie błędów takich, jak błędy ortograficzne, interpunkcyjne lub typograficzne i przez to wyeliminowanie tzw. usterek w tekście.
W procesie redagowania zwraca się uwagę na ideową, światopoglądową i polityczną wymowę redagowanego materiału. Sprawdza się także tzw. realia występujące w tekście, między innymi: 
- użytą terminologię,
- przytoczone daty i fakty,
- dane statystyczne,
- nazwiska ludzi wymienionych w tekście,
- nazwy geograficzne,
- cytaty,
- wzory.

W przypadku przekładów sprawdza się ponadto zgodność tekstu przetłumaczonego z tekstem dzieła oryginalnego. Proponuje się także zastosowanie wyróżnień w tekście takich, jak pismo pochyłe, półgrube czy kapitaliki, aby wyróżnić i zaakcentować dany wyraz lub fragment tekstu.
Cała praca redakcyjna ma charakter propozycji i ostatecznie musi ona zostać zatwierdzona przez autora oryginalnego tekstu. Podczas pracy redakcyjnej przestrzega się zasady o minimum interwencji, tzn. poprawia się jeśli jest to konieczne, szanując styl i własny język autora. Na przykład w przypadku dzieła literackiego nie ingeruje się zbyt głęboko w sprawy merytoryczne, z kolei w treściach naukowych czy technicznych bardziej ingeruje się w merytoryczną treść dzieła.
Redakcją tekstu zajmuje się redaktor merytoryczny, a także redaktor naukowy, gdy redagowany jest tekst o charakterze naukowym z określonej dziedziny. Za całokształt odpowiedzialny jest redaktor naczelny, który nadzoruje działania redakcji i kieruje pracą redaktorów.
Redaktor dokonuje redakcji tekstu m.in. w książkach, w encyklopediach, w dziełach literackich i naukowych, w artykułach prasowych, na stronach internetowych, w programach radiowych i telewizyjnych oraz w innych gatunkach wypowiedzi publicystycznej.